# Elizabeth Bentley
Elizabeth Terrill Bentley (New Milford, Connecticut, 1 de enero de 1908 - New Haven, Connecticut, 3 de diciembre de 1963) fue una espía estadounidense que trabajó para la Unión Soviética desde 1938 y hasta 1945. 
En 1945, desertó del Partido Comunista y de la inteligencia soviética y pasó a ser informante de los EE. UU. Denunció dos redes de espionaje, dando los nombres de más de 80 estadounidenses que habían participado en el espionaje para los soviéticos.  Cuando su testimonio se hizo público en 1948, se convirtió en una sensación en los medios y tuvo un impacto importante en los casos de espionaje soviéticos de la década de 1950.
Bentley no aportó pruebas documentales en apoyo de sus revelaciones y la veracidad de sus alegaciones se discutió largamente. Sin embargo, la desclasificación tanto de documentos soviéticos como del proyecto VENONA de criptoanálisis de los Estados Unidos, han confirmado que básicamente las declaraciones del Bentley fueron correctas y que, tras la deserción de Bentley, la Unión Soviética suspendió temporalmente todas las actividades de espionaje en los Estados Unidos.

## Primeros años
Elizabeth Terrill Bentley nació en New Milford (Connecticut), hija de Charles Prentiss Bentley, comerciante de telas, y de May Charlotte Turrill, maestra de escuela. En 1915 sus padres se trasladaron a Ithaca, Nueva York, y en 1920 la familia se trasladó a McKeesport, Pensilvania, y luego a Rochester, Nueva York. Sus padres fueron descritos como personas puritanas de una antigua familia episcopaliana de Nueva Inglaterra.
Bentley asistió al Vassar College, donde se graduó en 1930 con una licenciatura en inglés, italiano y francés. En 1933, mientras asistía a la escuela de posgrado en la Universidad de Columbia, ganó una beca para la Universidad de Florencia. En Italia se unió brevemente a un grupo local de estudiantes fascistas, el “Gruppo Universitario Fascista”. Sin embargo bajo la influencia de su consejero en la facultad, el filólogo antifascista Mario Casella, con quien tuvo un romance, pasó en poco tiempo al otro extremo del espectro político. Mientras completaba su maestría en la Universidad de Columbia asistió a las reuniones de la Liga Americana contra la Guerra y el Fascismo. A pesar de que más tarde afirmó que encontró ilegible la literatura comunista y "seca como el polvo", se sintió atraída por el sentimiento de comunidad y de pertenencia social que consiguió con sus amigos en la Liga. Cuando se enteró de que la mayoría de ellos eran miembros del Partido Comunista de los Estados Unidos (CPUSA), se unió al Partido por decisión propia en marzo de 1935.

## Actividad de espionaje
Bentley se introdujo en las actividades de espionaje por propia iniciativa. En 1938 obtuvo un empleo en la Italian Library of Information, en la ciudad de Nueva York; se trataba de la oficina de propaganda de la Italia fascista en los Estados Unidos. A continuación, informó a la dirección del Partido Comunista (CPUSA) exponiendo su disposición a espiar a los fascistas. Los comunistas estaban interesados en la información de Bentley podría proporcionar y el oficial de la NKVD Jacob Golos fue asignado para ser su contacto y controlador. Golos era un emigrado ruso que había obtenido la nacionalidad norteamericana en 1915.
En aquel momento Bentley pensaba que estaba espiando únicamente para el Partido Comunista de los Estados Unidos. De hecho, Golos fue uno de los más importantes agentes de inteligencia de la Unión Soviética en los Estados Unidos. En la época en que él y Bentley se conocieron, Golos estaba trabajando en la planificación del asesinato de León Trotski, que tendría lugar en México en 1940. Bentley y Golos pronto se convirtieron en amantes, más que un año antes de que ella se enterara de su verdadero nombre y, según su testimonio, dos años antes de que ella supiera que él trabajaba para la inteligencia soviética.
En 1940, cuando la relación duraba ya dos años, el Departamento de Justicia obligó a Golos a registrarse como agente del gobierno soviético bajo la Ley de Registro de Agentes Extranjeros (Foreign Agents Registration Act). Esto hizo que fuera peligroso para él y tomar contacto y recibir documentos de la red de espías estadounidenses que controlaba y, a causa de esto, fue traspasando esta responsabilidad poco a poco a Bentley. Golos también necesitaba a alguien para hacerse cargo del trabajo del día a día de la United States Service and Shipping Corporation, una organización que encubría las actividades de espionaje de la Comintern. Bentley cargó también con ese trabajo. A pesar de que nunca llegó a ser remunerada directamente por sus trabajos de espionaje, acabó ganando 800 dólares al mes como vicepresidente de la U.S. Service and Shipping Corporation, un salario considerable para la época, equivalente a 13.513 dólares de 2016. Como sea que Bentley adquirió un importante papel en la inteligencia soviética, los soviéticos le dieron el nombre en clave de Umnitsa, que se puede traducir libremente como "chica lista", aunque en algunos casos es más correcto traducirlo por "buena chica".

### El grupo Silvermaster
La mayoría de los contactos de Bentley se encontraban entre lo que los fiscales y los historiadores llamarían más tarde el "grupo Silvermaster", una red de espías en torno a Nathan Gregory Silvermaster. Esta red se convertiría en una de las operaciones de espionaje soviética más importantes de los Estados Unidos. Silvermaster trabajó con la Resettlement Administration y, más tarde, con la Board of Economic Warfare (Comisión de Guerra Económica). No tuvo acceso a mucha información sensible por sí mismo, pero conocía a varios comunistas y simpatizantes dentro del gobierno que estaban dispuestos a pasarle información a él y, por medio de Elizabeth Bentley, esa información se pasaba a Moscú. En ese momento la Unión Soviética y los Estados Unidos eran aliados en la Segunda Guerra Mundial y gran parte de la información que Silvermaster recogía para los soviéticos tenía que ver con la guerra contra la Alemania nazi. Incluía estimaciones secretas de la fuerza militar alemana, datos sobre la producción estadounidense de municiones así como información sobre el calendario de los aliados para la apertura de un segundo frente en Europa. Los contactos de la red extensa red de Golos y Bentley oscilaron entre aplicados estalinistas y, en palabras Kathryn Olmsted, biógrafa de Bentley, "idealistas románticos" que "querían ayudar a los valientes rusos a golpear la máquina de guerra nazi".

### Conflictos con los espías soviéticos
A finales de 1943 Jacob Golos sufrió un ataque cardíaco fatal. Después de reunirse con el secretario general del Partido Comunista (CPUSA), Earl Browder, Bentley decidió continuar su trabajo de espionaje, ocupando el lugar de Golos. Su nuevo contacto en la inteligencia soviética era Iskhak Akhmerov, el jefe del espionaje clandestino de la KGB, que trabajaba sin cobertura diplomática. Obedeciendo órdenes de Moscú, Akhmerov se propuso que los contactos de Bentley lo informaran directamente a él. Bentley, Browder y Golos se habían resistido a esta iniciativa, porque creían que la existencia de un intermediario americano era la mejor manera de manejar sus fuentes y temían que los agentes rusos pondrían en peligro a los espías estadounidenses y posiblemente los ahuyentarían. Con el apoyo de Browder, Bentley ignoró inicialmente una serie de órdenes para que ella "entregara" a Akhmerov sus agentes. De hecho Bentley amplió su red de espionaje cuando Browder le dio el control sobre otro grupo de contactos. Este fue el "grupo de Perlo", con contactos en la Junta de Producción de Guerra, el Senado de los Estados Unidos y el Departamento del Tesoro.
Bentley había sufrimiento episodios de depresión y tenía un problema con la bebida desde sus días en Florencia. Ahora, abatida por la muerte de Golos y bajo creciente presión de la inteligencia soviética, comenzó a beber más y más. Echaba de menos el trabajo en la Service and Shipping Corporation y los vecinos la describieron como que bebía "a todas horas".
A principios de junio de 1944, Browder cedió a las demandas Akhmerov y acordó ordenar al “Grupo de Silvermaster” que informara directamente a la KGB. Después de su deserción, Bentley dijo que esto fue lo la volvió contra el comunismo. Dijo que "descubrió entonces que Earl Browder era sólo un títere, que alguien movía los hilos en Moscú". Sus biógrafos sugieren que las objeciones de Bentley, en lugar ideológicas, fueron más bien la consecuencia de una aversión de toda la vida a recibir órdenes y la sensación de que los cambios introducidos la dejaban sin un papel significativo. A finales de 1944 Bentley recibió la orden de renunciar a todas sus otras fuentes, incluido el “grupo Perlo”, del que se ocupaba desde hacía poco tiempo. Su superior soviético le dijo también que tendría que dejar su puesto como vicepresidente de la Service and Shipping Corporation.

### Ruptura con los soviéticos
Las cosas no mejoraron para Bentley en 1945. Comenzó un romance con un hombre del que llegó a sospechar que podría un agente del FBI o un agente soviético enviado a espiarla y, por otra parte, su contacto soviético sugirió que debía emigrar a la Unión Soviética, algo que Bentley temía que pudiera terminar con su ejecución. En agosto de 1945 Bentley fue a la oficina del FBI en New Haven (Connecticut), y se reunió con el agente a cargo. Sin embargo no desertó de inmediato. En lugar de eso parecía "sentirse fuera de lugar" con el FBI y no sería hasta noviembre cuando empezó a contar su historia completa a la agencia. Mientras tanto su situación siguió empeorando. En septiembre se reunió con Anatoly Gorsky, su último controlador de la KGB, y llegó borracha reunión. Ella se enojó con Gorsky y los llamó "gánsteres" a él y a los otros agentes rusos, amenazándolos indirectamente con convertirse en una delatora. Pronto se dio cuenta de que sus palabras casi ponían su vida en peligro y, de hecho, cuando Gorsky informó a Moscú su recomendación fue "deshacerse de ella".
Moscú aconsejó a Gorsky ser paciente con Bentley y calmarla. Sólo unas semanas después que se hizo público que Luis Budenz, editor del periódico del Partido Comunista (CPUSA) y una de las fuentes de Bentley, había desertado. Budenz aún no había revelado nada de lo que conocía sobre las actividades de espionaje, pero conocía el nombre de Elizabeth Bentley y sabía que era una espía. Sintiéndose en peligro por los dos lados Bentley tomó la decisión final de desertar el 6 de noviembre de 1945.

## Después de la deserción
En una serie de entrevistas-interrogatorios con el FBI iniciados el 7 de noviembre de 1945, Bentley implicó a cerca de 150 personas en el espionaje para la Unión Soviética, incluyendo a 37 empleados federales. El FBI ya sospechaba de muchos de los que mencionó y algunos de ellos habían sido citados por desertores anteriores, como Igor Gouzenko y Whittaker Chambers, por lo que estaban bastante seguros de que su historia era verdadera. Le dieron el nombre de código "Gregorio", y John Edgar Hoover ordenó tomar medidas para mantener en el más estricto secreto la deserción y ocultar su identidad. Hoover informó a Sir William Stephenson, jefe de British Security Coordination para el hemisferio occidental, de la deserción de Bentley y Stephenson lo notificó debidamente a Londres. Por desgracia, el jefe de la nueva Sección IX del British Secret Intelligence Service (SIS o "MI6"), encargada del contraespionaje contra la Unión Soviética, era el agente doble soviético Kim Philby, que huiría a la Unión Soviética en 1963. Philby alertó de inmediato a Moscú, que inmediatamente cortó todo contacto con las personas relacionadas con Bentley, justo cuando el FBI había empezado a vigilarlas. Gorsky, el contacto de Bentley con el KGB, recomendó a Moscú una vez más que fuera "liquidada" y de nuevo Moscú rechazó la idea.
La violación del secreto en torno a la deserción de Bentley frustró el trabajo de un año, por parte del FBI, para conseguir utilizarla como agente doble. Además, debido a la paralización de la actividad del espionaje soviético, la vigilancia del FBI sobre los contactos de Bentley no produjo ninguna prueba que pudiera ser utilizada para procesarlos. Unos 250 agentes del FBI fueron asignados al caso Bentley para el seguimiento de los potenciales informadores a los que había denunciado, escuchas telefónicas, vigilancia de correo e investigación de las personas relacionadas. El FBI, los grandes jurados y los comités del Congreso interrogaron finalmente a muchos de estos supuestos espías, pero todos ellos invocaban la Quinta enmienda para no declarar o mantenían su inocencia.
Para J. Edgar Hoover y el personal del alto rango del FBI y de la inteligencia del ejército, la corroboración definitiva de la historia de Bentley llegó en algún momento a finales de 1940 o a principios de 1950, cuando el proyecto Venona, altamente secreto, logró descifrar algunos de los cables de guerra enviados entre los agentes de la inteligencia soviéticas y Moscú. En estos cables mencionaban a Bentley con el nombre en clave que ella había indicado al FBI y se mencionaban varios de sus contactos y documentos obtenidos a través de ella.
Sin embargo Venona era considerado tan secreto que el gobierno de Estados Unidos no estaba dispuesto a exponerlo utilizándolo como prueba en un juicio. De hecho, incluso los presidentes Roosevelt y Harry Truman ignoraban todo lo relacionado con Venona; cuando Hoover entregaba informes de inteligencia basados en datos de Venona, la fuente de información no se mencionaba.

### Testimonio público
Siendo poco probable conseguir enjuiciamientos exitosos, Hoover optó por entregar la información de Bentley a ciertos miembros del Congreso de los Estados Unidos bien entendido de que los espías acusados serían interrogados ante sus comités, y la publicidad de las sospechas y acusaciones sería suficiente para arruinar sus carreras. Además el procurador general, Tom C. Clark, decidió presentar el caso de Bentley a un gran jurado, aunque pensaba que había pocas posibilidades de obtener un auto de procesamiento. La aparición de Bentley ante el gran jurado duró hasta abril de 1948, y durante este tiempo, algunos detalles de su caso comenzaron a filtrarse a la prensa. Sin embargo fue la misma Bentley quien decidió hacer pública la historia. Se reunió con los periodistas del New York World-Telegram y, en julio de 1948, el periódico presentó a una serie de relatos en primera plana (sin incluir la foto de Bentley en los primeros los artículos) hablando de una "hermosa joven rubia" que había denunciado una red de espionaje. Casi de inmediato Bentley fue citada a declarar en audiencia pública ante el Comité de Actividades Antiamericanas de la Cámara de Representantes (HUAC), el 31 de julio de 1948 (léase la transcripción de la audiencia).
Los comentarios y análisis del testimonio de Bentley variaron enormemente según el color político de las publicaciones. El decididamente anticomunista New York Journal-American la describió como una "hermosa neoyorquina rubia y de ojos azules" que "sedujo" a sus contactos para obtener información, mientras que A. J. Liebling, de The New Yorker, ridiculizó su historia y la llamó la "Mata Hari picante". Por su parte Bentley se retrató a sí misma como una mujer ingenua e inocente, corrompida por sus profesores izquierdistas del Vassar College y seducida por Golos para utilizarla en sus trabajos de espionaje.
En las audiencias de la HUAC Bentley recibió alguna corroboración de Whittaker Chambers. Aunque en aquel momento él todavía negaba cualquier conocimiento de las actividades de espionaje, sí confesaba saber que dos de los contactos de Bentley, Víctor Perlo y Charles Kramer, eran comunistas. También sostuvo la acusación de que Harry Dexter White, un destacado economista que había trabajado en el Departamento del Tesoro y era simpatizante comunista. Acerca de su testimonio y en comparación con el de ella, Chambers escribió en sus memorias:
Yo sabía que estaba tan sólo apoyando a la señorita Bentley y que el suyo era el testimonio del momento. Las cosas a las que yo me refería eran de diez años atrás y tan sólo tenía que dejar que las sombras, el polvo y las telarañas más visibles las enmascararan, para abandonar indemne el escenario.
Pero todavía quedaban algunos sectores considerablemente escépticos sobre las denuncias de Bentley. Dado que algunos de los que ella acusó eran destacadas figuras de dos administraciones demócratas, los demócratas en particular estaban ansiosos por desacreditarla. El presidente Truman en un momento se refirió a su testimonio como una "cortina de humo" inspirada por los republicanos. Por su parte los republicanos acusaron a Truman de "encubrir" el espionaje comunista. Los conflictos de esta naturaleza, así como las audiencias cada vez más sensacionales de la HUAC, estaban preparando el escenario para el macartismo, que se convertiría en un factor central en la política nacional estadounidense de la década de 1950.

### Procesos y credibilidad
La mayoría de las personas acusadas por Bentley invocaron la Quinta Enmienda y se negaron a responder a las acusaciones. Unos pocos, sin embargo, las negaron explícitamente. El más notable de los que negaron fue Harry Dexter White. White padecía una enfermedad del corazón y murió de un ataque cardiaco poco después de testimoniar ante el HUAC. Otros que negaron los cargos de Bentley fueron Lauchlin Currie, que fue asesor económico del presidente Roosevelt, William Remington y William Henry Taylor, ambos economistas gubernamentales de mediano nivel, Duncan Lee, anteriormente de la Oficina de Servicios Estratégicos (OSS) y Abe Brothman, un químico del sector privado que trabajó en proyectos de defensa. En septiembre de 1948 William Remington demandó a Bentley y a la NBC (National Broadcasting Company) por difamación. Con la esperanza de desacreditarla, los abogados de Remington contrataron detectives privados para investigar su pasado. Los detectives presentaron pruebas de su alcoholismo, de sus períodos de depresión severa y de un intento de suicidio, mientras que estudiaba en Florencia, de que la tesis de su maestría había sido escrita por otra persona y de que, para los estándares de la época, había sido sexualmente promiscua desde sus tiempos en la universidad. Bentley se negó a testificar en el juicio promovido por Remington y la NBC resolvió el caso de difamación fuera de los tribunales por 10.000 dólares.
Bentley testimonió en los juicios de varios espías acusados: el juicio por perjurio de William Remington, el caso contra Abe Brothman por obstrucción a la justicia y el famoso caso de los "espías atómicos" Julius y Ethel Rosenberg. La participación de Bentley en el caso Rosenberg fue marginal. Su testimonio se empleó para desarrollar dos puntos de la acusación: el primero, la proclividad de los comunistas estadounidenses para espiar a favor de la Unión Soviética y, en segundo lugar, para inducir a pensar al jurado, aunque sólo vagamente, que podía haber una conexión entre Julius Rosenberg y Golos. Declaró haber recibido llamadas de un hombre que se identificó como Julius, después de lo cual Golos fue a encontrarse con el que había llamado.
La vida personal de Bentley se hizo cada vez más tumultuosa después de su deserción. Continuó bebiendo mucho, estuvo involucrada en accidentes de coche y tuvo una relación con un hombre que la golpeó severamente. También evitó comparecer ante un tribunal en varias ocasiones. Estos incidentes, junto con su comportamiento errático en general, llevaron a los agentes del FBI encargados de su caso que temer que estuviera "al borde de un trastorno mental». Sin embargo siempre se mantuvo en calma y muy profesional en el estrado de los testigos, ganándose los elogios de los fiscales en apoyo de cuyos casos se presentó. Testificó repetidamente ante grandes jurados, comisiones del Congreso y juicios con jurado, sin embargo, algunos detalles de su historia fueron siendo embellecidos con el tiempo. La información transmitida por ella acerca de un proceso de fabricación de caucho sintético, que originalmente era "vaga" y "probablemente sin valor" pasó a ser "altamente secreta" y "una cosa extremadamente complicada". Bentley afirmó también que su trabajo de espionaje le permitió conocer por anticipado la incursión Doolittle sobre Japón y la invasión del Día D, cosas ambas que parecen muy exageradas.

### William Remington
El primer juicio de Remington comenzó a finales de diciembre de 1950. Roy Cohn, que llegaría a ser famoso como abogado principal de Joseph McCarthy y ya era un señalado anticomunista, se unió el equipo legal de la fiscalía. "Elizabeth Bentley suministró luego una gran cantidad de detalles sobre la relación de Remington con ella y la conspiración para espiar. La defensa de Remington afirmaba que nunca había manejado ningún material clasificado, por lo que no podía haber entregado ese género de material a la señorita Bentley. Pero ella recordó todo lo relacionado con la producción del caucho. Habíamos buscado minuciosamente en los archivos y descubrimos los archivos del proceso. También encontramos los horarios de aviones, que coincidía con lo dicho por ella, así como memorandos y comunicaciones entre diferentes departamentos y personas que confirmaban que Remington tuvo acceso a todos esos documentos. También la solicitud de Remington a una comisión naval en la que específicamente señalaba que su posición en el Departamento de Comercio, en aquel momento, le daba acceso a información militar secreta referida a aviones, armamento, radares y al Proyecto Manhattan (fabricación de la bomba atómica)".
Durante el juicio once testigos afirmaron que sabían que Remington era comunista. Entre ellos estaban Elizabeth Bentley, Ann Remington, el profesor Howard Bridgman, de la Universidad de Tufts, Kenneth McConnell, un organizador comunista de Knoxville, Rudolph Bertram, Christine Benson, que trabajó con él en la Tennessee Valley Authority y Paul Crouch, que le proporcionó copias la edición meridional del periódico comunista Daily Worker.

### Planchas de impresión de billetes durante la ocupación de Alemania
Bentley también testificó que Harry Dexter White fue el responsable de entregar a la Unión Soviética las placas de tesorería para la acuñación de moneda (marcos alemanes) que los aliados pusieron en circulación en la Alemania ocupada al finalizar la Segunda Guerra Mundial, y que más tarde los soviéticos utilizaron para imprimir millones de marcos.
Los soldados rusos de las fuerzas de ocupación cambiaron estos marcos de bienes y divisas fuertes, lo que desató el mercado negro y una grave inflación en todo el territorio ocupado y costó a los EE. UU. un cuarto de billón de dólares.
Bentley escribió en su autobiografía (1951) que ella había conseguido, "a través de Harry Dexter White, disponer que el Departamento del Tesoro de Estados Unidos entregara los verdaderas placas de impresión a los rusos." 
En su 1953 testimonio antes de que la subcomisión de Senado de Joseph McCarthy,  elabore, atestiguando que siga instrucciones de NKVD Nueva York rezident Iskhak Abdulovich Akhmerov para pasar palabra a través de Ludwig Ullmann y Nathan Gregory Silvermaster para Blanco de “poner la presión encima para la entrega de los platos a Rusia."
Bentley no había mencionado eso en ninguno de sus testimonios anteriores ni en las sesiones informativas y no había pruebas en aquel momento de que Bentley hubiera tenido ningún papel en esa transferencia. Kathryn Olmsted, biógrafo de Bentley afirmó, en consecuencia, que Bentley estaba "mintiendo acerca de su papel en el escándalo", citando la conclusión del historiador Bruce Craig de "que todo el 'asunto' era una completa mentira". Es decir, que ni Bentley ni Harry Dexter White tuvieron ningún papel en la transferencia de las placas.
Después de la publicación de la biografía de Olmsted, el testimonio de Bentley en este asunto quedó corroborado por un memorando que se encuentra en los archivos soviéticos, publicado en 2002. En él Gaik Ovakimian, jefe del departamento para América de la NKVD, cita un informe del 14 de abril de 1944, según el cual "siguiendo nuestras instrucciones" a través de Silvermaster, White había "logrado una decisión favorable del Departamento del Tesoro en el sentido de proporcionar a la parte soviética las placas para imprimir los marcos alemanes de la ocupación."
Puesto que Bentley era el contacto de la Unión Soviética con Silvermaster en aquel momento, su participación en este incidente estaba justificada.

### Últimos años y muerte
Después de su deserción, las convocatorias a prestar declaración, ante diversos organismos, fueron una constante en la vida de Bentley durante muchos años. Los contactos ocasionales con el FBI se prolongaron durante el resto de su vida. A pesar de que había sido una ejecutiva de éxito en una empresa rentable de transporte mientras colaboró con los comunistas, después de su deserción se ganó la vida a través del trabajo de secretaria, primero, y luego en variados puestos de trabajo en la docencia. Después de que Fulton Sheen la convirtiera al catolicismo en 1948, fue frecuentemente invitada a dar conferencias sobre la amenaza comunista a grupos de fieles católicos, satisfechos de pagar 300 dólares por escucharla.
Bentley murió el 3 de diciembre de 1963, a los 55 años, de un cáncer abdominal, en el Grace-New Haven Hospital de New Haven, Connecticut. Se publicaron obituarios en el New York Times y el Washington Post. Sin embargo, en su biografía de Bentley, Kathryn Olmsted observa un fuerte contraste entre el artículo que anunciaba la muerte de Bentley y el referido a Whittaker Chambers, que había muerto dos años antes. La National Review, que había sacado una edición conmemorativa especial con ocasión de la muerte de Chambers, dedicó solamente un párrafo a Elizabeth Bentley. La revista Time dedicó dos páginas a su obituario sobre Chambers, pero solo dedicó dos frases a la muerte de Bentley en la sección de "noticias varias".
En la década de 1990 se desclasificaron las transcripciones del proyecto Venona y algunos archivos del espionaje soviético. Con estas revelaciones se confirmó definitivamente la veracidad del conjunto de las revelaciones de Bentley y, además, se hizo necesario un cambio sustancial en la evaluación del impacto que su deserción tuvo en el espionaje soviético contra los Estados Unidos.